# 段祺瑞等要求共和电
《段祺瑞等要求共和电》，是1912年以段祺瑞为首的北洋军向清廷发出的两封要求实行共和的电报，两封电报威胁了清朝隆裕太后與擁護帝制的王公、大臣，对清廷的宣統退位决策产生了重要影响，促进了中华民国政府统一全国，为袁世凯掌权创造了有利条件。两封电报均为段祺瑞幕僚徐树铮起草。

## 第一電
1911年10月武昌起義，各行省相繼獨立，11月袁世凱率領北洋軍拿下漢陽，革命黨人透過英國駐華公使朱邇典向袁世凱尋求和談，12月兩方開始談判，是為南北议和，1月20日清室优待条件达成，但清廷内部的强硬派如輔國公載澤、恭親王溥偉等不同意清室逊位，政體仍待召集國會进行公決。为了促使清廷马上宣布逊位，避免国会公决政体产生变数，段祺瑞等拟定了三种办法： “第一，运动亲贵，由内廷降旨，自行宣布共和；第二，由各军联名要求宣布共和；第三，用武力胁迫，要求宣布共和。”第一种办法由于以良弼、载泽为首的部分亲贵坚决反对共和而无法实行，段祺瑞等遂“速谋第二策”。
1912年1月26日，在袁世凯授意下，段祺瑞率北洋新军軍官47人（詳下）联名致电内阁、军咨府、陆军部和各王公大臣，提出民军已答应对清朝皇室、公族及满、蒙、回、藏等各少數民族的优待条件，陈情“即此停戰兩月間，民軍籌餉增兵，佈滿各境，我軍皆無後援，力太單弱，加以兼顧數路，勢益孤危”，要求“懇請渙汗大號，明降諭旨，宣示中外，立定共和政體”，是为《要求共和第一电》，更通知唐紹儀转达伍廷芳，请革命军遵守停战，免誤大局。据2月2日伍廷芳致南京临时政府的电报，称唐紹仪電詢段祺瑞赞成共和清军将领名字，共得48人，帮办天津防务張懷芝、正定鎮总兵徐邦傑已同意，但覆电遲誤，所以未有列名。
- 會辦勦撫事宜第一軍總統官段祺瑞
- 尚書銜古北口提督毅軍總統官桂題
- 江南提督護理兩江總督張勳
- 察哈爾都統兼陸軍統制官何宗蓮
- 察哈爾副都統段芝貴
- 河南布政使幫辦軍務倪嗣沖
- 陸軍統制官王占元、陳光遠、李純、曹錕、吳鼎元、潘榘楹、 孟恩遠
- 河北鎭總兵馬金敘、南陽鎭總兵謝寶勝、通永鎮總兵王懷慶
- 第二軍總參議官靳雲鵬、吳光新、曾毓雋、陶雲鶴、總參謀官徐樹錚
- 炮隊協領官蔣廷梓
- 陸軍統領官朱泮藻、王金鏡、鮑貴卿、盧永祥、陳文運、李厚基、何豐林、張樹元、馬繼増、周符麟、蕭廣傳、聶汝清、張錫元
- 營務處幫辦張士鈺、袁乃寬
- 巡防統領王汝賢、 洪自成、高文貴、劉金標、趙倜、仇俊愷、周德啟、劉洪順、柴得貴
- 陸軍統帶官施從濱、蕭安國

## 第二電
清帝退位將成定局之时，一些王公、大臣仍坚决反对。为排除这些阻力，段祺瑞等人出《段祺瑞等要求共和第二電》。
1912年2月4日，段祺瑞联合王占元、何丰林、李纯、王金镜、鲍贵卿、李厚基、马继曾、周符麟等共九人发出要求共和的第二电，专致“近支王公、诸蒙古王公、各府部院大臣”，声言“谨率全军将士入京，与王公剖陈利害”，即「兵諫」，威脅京師與王公性命。